# Lycorina triangulifera
Lycorina triangulifera är en stekelart som beskrevs av Holmgren 1859. Lycorina triangulifera ingår i släktet Lycorina och familjen brokparasitsteklar. Enligt den finländska rödlistan är arten sårbar i Finland. Arten är reproducerande i Sverige. Artens livsmiljö är skogar. Inga underarter finns listade i Catalogue of Life.